# タイソン・フューリー
タイソン・フューリー（Tyson Fury、1988年8月12日 - ）は、イングランド出身のプロボクサー。マンチェスター出身。元WBAスーパー・WBC・IBF・WBO世界ヘビー級王者。
弟のヤング・フューリー、異母弟のトミー・フューリー、従弟のヒューイ・フューリー、ネイサン・ゴーマンもプロボクサー。

## 来歴
アイリッシュ・トラヴェラーの家系にアイルランド人の両親のもと、6ヵ月半の早産で体重わずか1ポンド（約450グラム）で、イギリスのマンチェスターにて生まれる。医者から長生きはしないだろうと言われ幼少期は病気がちだった。名前は父親がマイク・タイソンにちなんでつけた。出自であるジプシーにアイデンティティーを濃く持っており、ジプシーの集会などで非合法のベアナックル・ボクシングの試合を何戦も行っていた。
父親のジョン・フューリーもプロボクシングとベアナックルボクシングの元選手で、幼少の頃からタイソン・フューリーのトレーナーを務めていたが、2011年に喧嘩相手の目をえぐり失明させ、懲役11年の刑で刑務所に服役した。その後2015年に仮出所してフューリーのチームに復帰したが、この犯罪歴のためにアメリカのビザが許可されず渡航できない。ウラジミール・クリチコ戦などで一時期フューリーのトレーナーに就いていた叔父のピーター・フューリーも、イギリスの世界的犯罪組織の中で一大麻薬帝国を築き、逮捕及び10年間の服役経験がある。

### アマチュア時代
父親のジョン・フューリーの手ほどきで12歳からボクシングを始めた。
2006年、AIBAユース世界ボクシング選手権で銅メダルを獲得した。
2006年、イギリスの全国選手権でデビッド･プライスに敗れた。
北京オリンピック代表にデビッド･プライスが選出され、フューリーは選考から漏れたことでプロ転向を決めた。
アマチュアの戦績は31勝4敗。

### プロ時代

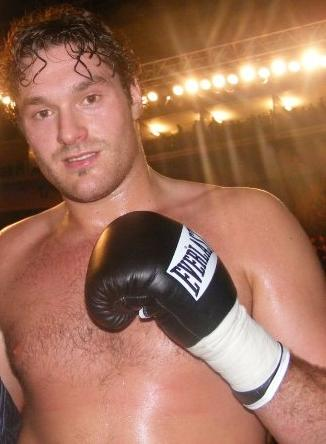
プロデビュー戦（2008年）

2008年12月8日、ノッティンガムのキャピタルFMアリーナ・ノッティンガムでプロデビュー戦を行い、初回2分14秒TKO勝ちを収めデビュー戦を白星で飾った。
2009年9月11日、エセックス州ブレントウッドのブレントウッド・センター・アリーナでジョン・マクダモットとBBBofCイングランドヘビー級王座決定戦を行い、10回判定勝ちを収め王座獲得に成功した。
2010年6月25日、エセックス州ブレントウッドのブレントウッド・センター・アリーナでジョン・マクダモットとBBBofCイングランドヘビー級王座決定戦を行い、9回1分8秒TKO勝ちを収め9ヵ月ぶりの再戦を制し、王座の再獲得に成功した。
2011年7月23日、ウェンブリー・アリーナでBBBofC英国並びにコモンウェルスイギリス連邦ヘビー級王者デレック・チゾラと対戦し、12回3-0（2者が117-112、118-111）の判定勝ちを収め王座の獲得に成功した。
2011年11月12日、トラフォードのトラフォード・パークでネベン・パイケッチと対戦し、3回2分44秒TKO勝ちを収め初防衛に成功した。
2012年4月4日、ベルファストのオデッセイでマーティン・ローガンとアイルランドヘビー級王座決定戦を行い、5回終了時TKO勝ちを収め王座獲得に成功した。
2012年7月7日、サマセット州クリーブドンのクリーブドン・ハンド・アリーナでビニー・マダロンとWBOインターコンチネンタルヘビー級王座決定戦を行い、5回1分35秒TKO勝ちを収め王座獲得に成功した。
2012年12月1日、ベルファストのオデッセイでケビン・ジョンソンとWBC世界ヘビー級挑戦者決定戦決定戦を行い、12回3-0（2者が119-108、119-110）の判定勝ちを収めWBC王座への挑戦権獲得に成功した。試合後の記者会見でベット・ミドラーの「愛は翼にのって」を歌った。
2013年4月30日、アメリカのニューヨークのマディソン・スクエア・ガーデン・シアターでスティーブ・カニンガムとIBF世界ヘビー級2位のクブラト・プレフへの挑戦者決定戦で対戦。。2回に右ロングフックでダウンを奪われあわやストップ負け寸前まで追い詰められ、5回にはホールディングで減点されるも、その後は形勢逆転し最後は右フックでカニンガムを失神させてカウントアウト。7回2分55秒KOで勝利した。試合後にリング上でマイクを握りリッキー・バン・シェルトンの「Keep it between the lines」を歌った。
2013年9月28日にデビッド・ヘイとの対戦が決定していたが、ヘイが試合1週間前にスパーリングで目尻をカットして試合が2014年2月8日へ延期された。しかし、ヘイが今度は手術が必要なほどの重傷を右肩に負い、医者から引退勧告を受け試合中止となった。
2014年4月18日、高速道路で渋滞を避けるため緊急車両用の路肩を走行していたところ警察に交通違反で逮捕された。この際、フューリーは警官に向かって「俺はボクサーで、スーパースターだ、有名人なんだぞ」と言い放った。
2014年7月26日、デレック・チゾラと対戦予定だったが、試合8日前のスパーリング中にチゾラが左拳を骨折し欠場となり、チゾラのスパーリング相手をしていたアレクサンダー・ウスティノフが代わりの対戦相手になることが試合4日前に緊急決定した。しかし前日計量を終えて、当日リングへ上がるだけとなっていたが、叔父で元トレーナーのヒューイ・フューリーが急病で入院したため、タイソン・フューリーの精神面への影響を考慮したトレーナーのピーター・フューリーが欠場させることを決め、結局試合は中止されることとなった。
2014年11月22日、エクセル展覧会センターでEBU欧州、WBOインターナショナルヘビー級王者デレック・チゾラとBBBofC英国ヘビー級王座決定戦でし、チゾラの10回終了時棄権によるTKO勝ちを収め王座の獲得に成功した。試合前の記者会見で「ブルームーン」を歌った。
2015年2月15日、交通違反の裁判があり、フューリーに罰金1000ポンドと減点8点の処分が下されたが、フューリーは下痢を理由に出廷しなかった。
2015年2月28日、O2アリーナでクリスチャン・ハマーと対戦。5回に右で倒し、8回終了後にハマー陣営からタオルが投入され、8回TKO勝ちを収めた。試合後にリング上でマイクを握りマーク・コーンの「Walking in Memphis」を歌った。この試合から父親のジョン・フューリーが刑務所から仮出所してチームに復帰した。
2015年6月15日、交通違反の件で裁判所に出廷を命じられるも、フューリーが出廷を拒んだため逮捕されてしまい週末を留置場で過ごし、罰金と2ヵ月間の運転免許剥奪処分を科せられた。
2015年9月24日、ウラジミール・クリチコと同年10月24日に対戦予定だったが、クリチコがオーストリアでのキャンプ中に左足を負傷し、MRI検査の結果、左ふくらはぎの部分断裂が確認された為、試合は延期となった。

#### vs クリチコ
2015年11月28日、デュッセルドルフのエスプリ・アレーナでWBAスーパー・IBF・WBO世界ヘビー級王者ウラジミール・クリチコと対戦し、12回3-0（2者が115-112、116-111）の判定勝ちを収めWBAスーパー王座、IBF王座、WBO王座、IBO王座獲得に成功した。勝利を告げられるとフューリーはリング上で涙を流しながら喜びを語ってからマイクを握り、エアロスミスの「ミス・ア・シング」を熱唱した。試合前の記者会見ではフューリーは独自のバットマンのコスプレで登場し、悪役を退治する寸劇を披露して、同席していたクリチコが思わず苦笑いを見せるなど会見を盛り上げていた。

#### IBF王座剥奪
2015年12月8日、IBFはフューリーがビャチェスラフ・グラスコフとの指名試合に応じなかった為、フューリーからIBF世界ヘビー級王座を剥奪した。

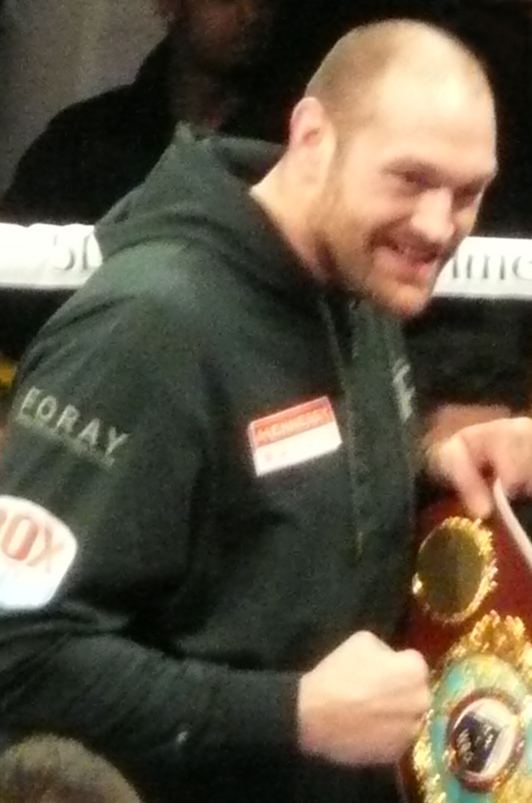
3団体統一王者時代（2016年4月）

2016年5月1日、フューリーが「これが俺の最高の闘いになる。そして100％引退する」と自身のツイッターで7月9日に予定されているウラジーミル・クリチコとの再戦を最後に現役引退することを発表した。
2016年6月26日、イギリスのタブロイド紙ミラーが、フューリーと従兄弟のヒューイ・フューリーが2015年2月から3月の間に採取された尿サンプルから禁止薬物のナンドロロンの陽性反応が検出され、ドーピング違反が発覚したと報じた。しかし、フューリーのプロモーターであるヘネシー・スポーツは「サンデー・ミラー紙の報道に困惑している」と声明を発表し、ドーピング疑惑を完全否定した。
2016年7月9日、マンチェスター・アリーナでWBA世界ヘビー級2位でWBO世界ヘビー級2位のウラジミール・クリチコと再戦する予定だったが、フューリーがロードワーク中に足首を捻挫した為延期になった。
2016年8月17日、延期となったウラジミール・クリチコとの再戦の日程を再設定する交渉が進められていたが、クリチコが、「フューリー陣営はサインした契約の条件の変更を何度も要求していて、それは果てしなく続いている。自分の権利の保護と再戦実現のために裁判に訴えるつもりだ」と、タイソン陣営の態度に不満を抱き、怒りが抑えきれない様子を動画にして投稿した。その後、法廷闘争等は無く、9月7日になってクリチコとの再戦が10月29日に再設定されたことが正式に発表された。
2016年9月12日、ロンドンで行われた試合記者会見をフューリーが車が故障して携帯電話のバッテリーが切れたとして欠席。会見に出席したクリチコは「10月に再戦が実現しなくても待ち続ける」と再戦が実現するまで待ち続けると述べた。また、フューリーのドーピング違反の聴聞会がクリチコとの再戦が終了した11月4日に開かれることが明らかにされた。
2016年9月23日、フューリー陣営が、フューリーに「戦うには健康上の問題がある」として同年10月29日にマンチェスターで予定されていたクリチコ戦の再延期を発表した。フューリーの関係者は、フューリーは双極性障害であるとしていたが、のちにフューリー本人も双極性障害であることを告白した。
2016年9月30日、ボランティア・アンチ・ドーピング機関（VADA）が同年8月22日に行っていた抜き打ち検査でフューリーからコカインの陽性反応が検出されていたことが判明した。
2016年10月3日、フューリーが自身のツイッターで「ボクシングは俺がやってきたことの中で、最も悲しいことだ。糞の山だらけだ。俺は最も偉大な男であり、引退する、だから性器でもしゃぶっとけよ。じゃあな幸せに」と現役引退を発表、メディアでも一斉に報道されるが、3時間後に再び自身のツイッターで「ハッハハハ、お前らそんな簡単に俺を追い払えると思ったか！！！、俺はここに留まるぞ。最も偉大な男がメディアの連中がどんなものか見せてやったまでだ。チェッ、チェッ」、「回復次第、俺のものであるヘビー級王座防衛戦をやるつもりだ」と引退するつもりはなく王座を防衛すると投稿した。

#### WBA王座、WBO王座返上
2016年10月12日、禁止薬物のナンドロロンと違法薬物のコカインの陽性反応が検出されたドーピング問題、および自身の精神的健康問題による度重なるクリチコ戦のキャンセルで、王座を剥奪されることが既定路線だったフューリーはWBA王座並びにWBO王座、IBO王座を返上した。
2016年10月13日、英国ボクシング管理委員会がドーピング問題の調査結果が出るまでフューリーのボクシング資格を停止することを発表した。
2017年3月7日、フューリーが自身のツイッターで5月13日にリング復帰をすると発表するが、英国ボクシング管理委員会は聴聞会が開かれドーピング問題が解決するまではフューリーは資格停止中であると声明を発表した。また、フューリーが英国ボクシング管理委員会が資格停止処分を解除しないのであれば、アイルランドでボクシングライセンスを取得すると示唆したことについて、アイルランドボクシング連盟も英国ボクシング管理委員会の決定を尊重してフューリーにライセンスを発行するつもりは無いとの意向を表明した。
2017年7月21日、フューリーが自身の公式インスタグラムで「全てのファンと、私を信じて支えてくれた人に感謝したい。これで終わりだ」とつづり現役引退を表明した。

#### ドーピング失格処分
2017年12月12日、フューリーが、2015年2月に禁止薬物のアナボリックステロイドの一種であるナンドロロンの陽性反応が検出されていたことに対して、イギリスアンチ・ドーピング機関（UKAD）が下した2年間の資格停止処分を受け入れた。
2018年2月1日、リング誌ヘビー級王座を剥奪された。
2018年6月9日、2年7か月ぶりに試合を行い、セフェル・セフェリが3回終了後に試合を放棄したためTKO勝利を収めた。

#### vs ワイルダー 第1戦
2018年12月1日、ロサンゼルスのステイプルズ・センターでWBC世界ヘビー級王者のデオンテイ・ワイルダーと対戦し、12回1-1の判定で引分となった。この試合でフューリーは300万ドル（約3億2千万円）、ワイルダーは400万ドル（約4億3千万円）のファイトマネーを稼いだ。
2019年2月、ボブ・アラム主宰のトップランク社及びアメリカのスポーツ専門チャンネルのESPNと契約した。
2019年9月14日、ラスベガスのT-モバイル・アリーナでオットー・ヴァリンと対戦し、フューリーは3回にもらった左フックで右目尻を47針も縫うほどの大きな裂傷を負い、大出血するも、12回判定勝ちを収め、WBCがこの試合のために特別に作成したマヤ王座の獲得に成功した。この試合で、フューリーは100万ドル（約1億円）、ヴァリンは25万ドル（約2700万円）のファイトマネーを稼いだ。フューリーは、メキシコの独立記念日での試合ということで、前日の公開計量にメキシコのプロレスラーの覆面をかぶって登場し、そのまま計量を行った。

#### プロレスデビュー
2019年10月4日、WWEのスマックダウン大会をリングサイドの最前列で観戦中にブラウン・ストローマンに挑発され乱闘になると、10月7日にはWWEのロウ大会でストローマンの謝罪を受けるためにリングへ上がるも、再び乱闘に発展した。
2019年10月31日、WWEのPPV大会クラウン・ジュエルでブラウン・ストローマンと対戦し、プロレスデビュー戦を勝利で飾った。
2019年11月8日、再びスマックダウン大会でリングに上がると対峙したストローマンに感謝の言葉を述べて遺恨を解消し、「WWEでやり残したことがある。機会をくれてありがとう。素晴らしい試合だった。今度やるなら一緒にタッグチームでやろう」とタッグチームでの共闘を呼びかけた。
2019年12月16日、トレーナーを2年間務めたベン・デービソンからジャバン・ヒルに変更したことを発表した。

#### vs ワイルダー 第2戦
2020年2月22日、ラスベガスのMGMグランド・ガーデン・アリーナでWBC世界ヘビー級王者のデオンテイ・ワイルダーと再戦。3回と5回にダウンを奪うなどワイルダーを圧倒、7回にパンチの連打を打ち込むとワイルダー陣営のセコンドからタオルが投げ込まれレフェリーが試合をストップ。フューリーが7回TKO勝ちで、WBC王座を獲得した。フューリーは試合後リング上でマイクを握り、ドン・マクリーンの「アメリカン・パイ」を歌った。この試合のファイトマネーはフューリー、ワイルダー共に500万ドル（約5億2千万円）で、それにペイ・パー・ビューの売上げ等の興行収入からの歩合を加えた2500万ドル（約26億円）の報酬が保障されていた。しかし、ペイ・パー・ビューの売上げが75万件～85万件しか売れず、黒字の目安となる損益分岐点の110万件～120万件を大幅に下回ったことで赤字興行になったとYahooスポーツやボクシング・シーンなどが報じた。
2020年3月1日、第2戦目の契約で試合の敗者が決定権を持ち、報酬の取り分を第2戦目で受け取った50-50から第3戦目に受け取る取り分を40-60に引き下げることを受け入れる事で、第3戦目をダイレクトリマッチで要求できる権利が与えられる契約が結ばれていたが、敗者のワイルダーが正式に契約の再戦条項を行使したことが報じられた。
2020年3月22日、フューリーが2008年のプロデビュー戦から2018年にフランク・ウォーレンと契約を交わすまでのプロモーターだったミック・ヘネシーが、契約違反があったとしてフューリーを訴えていた裁判で、フューリーがヘネシーに150万ポンド（約2億円）を支払うことで和解に達した。
2020年7月18日、ワイルダーと第3戦目を行うことが決まっていたが新型コロナウイルス感染拡大の影響とワイルダーが負傷したために試合延期になった。
2020年10月中旬、ワイルダーと第3戦目を12月19日に行う予定だったが、NFLやカレッジフットボールとの試合日程が重なった上に、新型コロナウイルス感染拡大の影響でラスベガスの会場に観客を入れられる状況ではなかったため、試合のさらなる延期を打診されるが、フューリーは、ワイルダーが行使した再戦条項の有効期限が切れ第3戦目を行う義務が無くなったと主張して、試合延期の打診を断った。
2020年11月10日、ワイルダーのマネージャーであるシェリー・フィンケルが、ワイルダー陣営は第3戦目の再戦条項は有効であると信じているため、調停による解決を図り、それで解決しない場合には拘束力のある仲裁に訴える予定だと表明した。
2020年11月15日、アギト・カバイェルを有力対戦候補とし、同年12月15日にロンドンのロイヤル・アルバート・ホールで試合を行う予定だったが、資金不足から中止になったことが発表された。フューリーのプロモーターであるフランク・ウォーレンは、次戦は2021年にアンソニー・ジョシュアとの対戦を目指す予定だとしたが、アメリカでの調停および仲裁の結果次第ではワイルダーとの第3戦目が行われる可能性もあるとした。
2021年3月15日、日程と開催地が未定ながら、フューリーとアンソニー・ジョシュアが試合の条件に合意しサインをして2試合契約が締結されたと報じられた。2021年5月16日、フューリーがツイッターに「大発表だ。フューリー対ジョシュアを8月14日にサウジアラビアで開催する」とジョシュアとの統一戦が8月14日にサウジアラビアで決定したと投稿した。しかし5月18日にワイルダー陣営がアメリカで提訴していた仲裁で、第3戦目の再戦条項は有効でフューリーは次の試合でワイルダーと対戦しなければならないと裁定が下されたことで、フューリーvsジョシュアは白紙になった。
2021年7月8日、フューリーのトレーニングキャンプで新型コロナウイルスの集団感染が発生し、フューリーを含めたチーム内で7人以上が感染したことが発表され、7月24日に決定していたワイルダーとの第3戦が延期された。フューリーは2回接種が必要な新型コロナウイルス感染症のワクチンを1回しか接種していなかった。

#### vs ワイルダー 第3戦
2021年10月9日、約1年7カ月ぶりの試合をラスベガスのT-モバイル・アリーナにてデオンテイ・ワイルダーとダイレクトリマッチで第3戦目を行い、ダウンを奪い合う激戦を制し、11回KO勝ちを収め初防衛に成功した。試合後にリング上でマイクを握りマーク・コーンの「Walking in Memphis（Vegas）」を歌った。また試合前日の公開計量では、自ら参戦経験もあるWWEのプロレスラー、ジ・アンダーテイカーの帽子を着用して登場し、アンダーテイカーの決め台詞「レスト・イン・ピース（安らかに眠れ）」をワイルダーに向けて言い放っていた。
2022年4月23日、ロンドンのウェンブリー・スタジアムに94,000人の観衆を動員してWBC世界ヘビー級暫定王者ディリアン・ホワイトと団体内王座統一戦を行い、右アッパーでダウンを奪い6回TKO勝ちを収め2度目の防衛に成功した。試合後には、以前から対戦をアピールしていたUFC世界ヘビー級王者フランシス・ガヌーをリング上に上げて改めてエキシビションでの対戦をアピールした。フューリーは試合前からこの試合でボクシングから引退すると表明していたが、試合後に「これは間違いなくジプシーキングの終わりだ」「今夜は素晴らしかったが、これで終わりだ」と引退を表明した。しかしその後、5億ドル（約680億円）なら現役復帰するや、試合のテレビ放映権料も会場のチケットも全て無料の場合のみアンソニー・ジョシュアと対戦すると発言するなど、引退撤回を示唆していた。
2022年8月9日、自身のSNSで引退を撤回して現役復帰することを表明。デレック・チゾラとの3度目の対戦を目指し、新トレーナーを迎えたと話した。しかしそのわずか3日後に「長年キャリアにアドバイスをくれた全ての人々に多大な感謝をしたい。長く難しい話し合いの末に引退を決断した。34歳の誕生日にボン・ボヤージュ（よい旅を）と言おう」と自身のツイッターに投稿して再び引退を表明し、リングマガジン世界ヘビー級王座を返上した。
2022年9月6日、フューリーは再び引退を撤回して現役復帰することを表明。年内に試合を行いたい意向を示し、WBAスーパー・IBF・WBO同級王者オレクサンドル・ウシクは年内は休養するため、アンソニー・ジョシュアに対して「お前がウシクとのファイトに負けて、現在ベルトを持っていないことを知っている。そこで、WBC世界ヘビー級王座とリネアル（正統な）タイトルを懸けて、数か月以内に俺と戦うチャンスを与えよう」と対戦を呼び掛けた。
2022年10月20日、記者会見会見を開き、デレック・チゾラと12月3日に対戦することを発表した。フューリー陣営とジョシュア陣営は対戦の実現に動き交渉を行っていたが、あくまで年内に試合を行いたいとするフューリーは勝手に設けた交渉期限が過ぎると、一方的にジョシュア側との交渉打ち切りを宣言し、両陣営の交渉が破談していた。
2022年12月3日、ロンドンのトッテナム・ホットスパー・スタジアムに59,769人の観衆を動員して、WBC世界ヘビー級14位のデレック・チゾラと通算3度目の再戦に臨み、10回2分51秒TKO勝ちを収め3度目の防衛に成功した。
WBAスーパー・IBF・WBOヘビー級王者オレクサンドル・ウシクとの4団体王座統一戦が、フューリーが70%、ウシクが30%という、大きく偏った試合報酬の割合にウシクが合意し、2023年4月29日に行うことで内定したと報じられた。しかしその後、ウシクが再戦条項を盛り込むよう希望したが、フューリーはワイルダーとの第3戦目の際に再戦条項を巡って大きく揉めた経験があったことで再戦条項に否定的で、さらにウシクは自分が勝利した場合の再戦でウシクが70%、フューリーが30%という試合報酬の割合を要求したが、フューリーは50％までの割合しか認めなかったことで、再戦の条件でお互いの溝が埋まらず最終段階で交渉が決裂した。

#### vs ガヌー
2023年7月11日、サウジアラビアで元UFC世界ヘビー級王者の総合格闘家フランシス・ガヌーと10月28日に対戦することが、試合を共同主催するトップランク、クイーンズベリー・プロモーションズ、ガヌーのギミック・ファイト・プロモーションズより発表された。
2023年9月29日、サウジアラビアでWBC世界ヘビー級王者タイソン・フューリーとWBAスーパー・IBF・WBO世界ヘビー級王者オレクサンドル・ウシクの4団体統一戦が行なわれることが決定したことが、サウジアラビア娯楽庁のトゥルキ・アラルシク長官、クイーンズベリー・プロモーションズ、トップランク、K2、Usyk17より発表された。試合の開催日の発表はなかったが、12月23日か1月で内定していることが報じられた。

2023年10月28日、サウジアラビア・リヤドのキングダム・アリーナにて、サウジアラビア娯楽庁が主催する興行で、フランシス・ガヌーとノンタイトル10回戦で対戦。試合前のオッズでは1.07倍対8.5倍で圧倒的有利と目されていたが、フューリーはボクシングデビュー戦とは思えないガヌーの堂々としたボクシングを前に苦戦。3回に左フックでダウンを奪われ、その後もガヌーのパンチでバランスを崩すなど大苦戦を強いられた末に僅差で10回2-1（94-95、96-93、95-94）の判定勝ちを収め、WBCがこの試合のために作製したWBCリヤド王座のベルトを獲得した。試合後、カール・フローチ、クリス・ユーバンク・ジュニア、張志磊、アンソニー・ジョシュア、エディー・ハーンなどの多くのボクサーやボクシング関係者及び、レブロン・ジェームズやゲーリー・リネカーなどがガヌーの勝利を支持するなど物議を醸し、ガヌー自身も「フューリーはジャッジ2人に感謝するべきだ」と判定への不満を語り、フューリーは試合後に「過去10年間で最も厳しい試合の一つだった」とガヌーに敬意を表した。
また試合後には、フューリーはガヌー戦で見せたパフォーマンスの悪さを酷評され、ESPNが6位から10位、YahooSportが7位から10位など、パウンド・フォー・パウンドランキングでフューリーの順位を下げる主要メディアが続出した。逆にガヌーは試合には敗れたが健闘したことが評価され、WBCの世界ヘビー級ランキングで10位にランクインされた。

#### vs ウシク 第1戦
2023年11月15日、同年12月23日に予定されていたWBAスーパー・WBO・IBF世界ヘビー級統一王者オレクサンドル・ウシクとの世界ヘビー級4団体王座統一戦が､フューリーがガヌー戦で受けたダメージ回復のため翌年の2月17日に延期されたことが、米スポーツ局ESPN等によって報じられた。
2024年2月2日、フューリーがスパーリング中に肘打ちを右目上にもらい縫合が必要なほど深くカットして試合を行えなくなった為、2月17日に予定されていたウシクとの世界ヘビー級4団体王座統一戦が延期になったことがクイーンズベリー・プロモーションズより発表された。
2024年2月3日、イベントを主催するサウジアラビア娯楽庁のトゥルキ・アラルシク長官が、ネット番組のMMAアワーにフューリーと共に出演し、ウシクとの世界ヘビー級4団体王座統一戦が2024年5月18日に再スケジュールされたことを発表した。また、ウシクもZoomを通じて同時に出演し、アラルシク長官は、もし5月18日にまたどちらかの選手が欠場した場合、補償としてもう一方の選手に1000万ドルが支払われることを発表した。
2024年5月18日、サウジアラビア・リヤドのキングダム・アリーナでオレクサンドル・ウシクと世界ヘビー級4団体王座統一戦を行い、9回にウシクにダウンを奪われ12回1-2（112-115、114-113、113-114）の判定負けを喫しプロ初黒星となり王座統一に失敗、WBC王座から陥落した。
2024年5月29日、ウシクとの試合契約には再戦条項が盛り込まれていたが、娯楽庁のトゥルキ・アラルシク長官がSNSでウシクとの再戦が12月21日にサウジアラビアのリヤドで行われることを発表した。当初はサウジアラビアで毎年開催される一大エンターテイメントフィスティバルの「リヤド・シーズン」の開会式が行われる10月12日に開会式の一部として再戦を行う計画だったが、両者が試合で負ったダメージを回復するために12月21日に延期されることになった。
2024年12月21日、サウジアラビア・リヤドのキングダム・アリーナでWBAスーパー・WBC・WBO世界ヘビー級王者オレクサンドル・ウシクとダイレクトリマッチで再戦し、12回0-3（112-116×3）の判定負けを喫し、王座返り咲きに失敗した。なお、前日の計量でフューリーはキャリア最重量となる281ポンド（約127.4kg）、ウシクは226ポンド（約102.5kg）を計測し55ポンド（約25kg）の体重差があった。

## 戦績
- アマチュアボクシング：35戦 31勝 (26KO) 4敗
- プロボクシング：37戦 34勝 (24KO) 2敗 1分

| 戦           | 日付           | 勝敗 | 時間     | 内容    | 対戦相手                     | 国籍           | 備考                                                                               |
| ------------ | -------------- | ---- | -------- | ------- | ---------------------------- | -------------- | ---------------------------------------------------------------------------------- |
| 1            | 2008年12月6日  | ☆    | 1R 2:14  | TKO     | ベラ・ジェンジェシ           | ハンガリー     | プロデビュー戦                                                                     |
| 2            | 2009年1月17日  | ☆    | 3R 2:50  | TKO     | マルセル・ツェラー           | ドイツ         |                                                                                    |
| 3            | 2009年2月28日  | ☆    | 2R 終了  | TKO     | ダニール・ペレティアコ       | ロシア         |                                                                                    |
| 4            | 2009年3月14日  | ☆    | 4R 終了  | TKO     | リー・スワビー               | イギリス       |                                                                                    |
| 5            | 2009年4月11日  | ☆    | 1R 0:48  | KO      | マシュー・エリス             | イギリス       |                                                                                    |
| 6            | 2009年5月23日  | ☆    | 4R       | 判定3-0 | スコット・ベルショー         | イギリス       |                                                                                    |
| 7            | 2009年7月18日  | ☆    | 3R 0:48  | TKO     | アレクサンドルス・セレゼンス | ラトビア       |                                                                                    |
| 8            | 2009年9月11日  | ☆    | 10R      | 判定3-0 | ジョン・マクダモット         | イギリス       | BBBofC英国ヘビー級王座決定戦                                                       |
| 9            | 2009年9月26日  | ☆    | 6R       | 判定3-0 | トマス・ムラゼク             | チェコ         |                                                                                    |
| 10           | 2010年3月5日   | ☆    | 1R 2:14  | TKO     | ハンス＝イェルク・ブラスコ   | ドイツ         |                                                                                    |
| 11           | 2010年6月25日  | ☆    | 9R 1:08  | TKO     | ジョン・マクダモット         | イギリス       | BBBofC英国ヘビー級王座決定戦                                                       |
| 12           | 2010年9月10日  | ☆    | 8R       | 判定3-0 | リッチ・パワー               | アメリカ合衆国 |                                                                                    |
| 13           | 2010年12月19日 | ☆    | 8R       | 判定3-0 | ザック・ペイジ               | アメリカ合衆国 |                                                                                    |
| 14           | 2011年2月19日  | ☆    | 5R 2:48  | KO      | マルセロ・ルイス・ナシメント | ブラジル       |                                                                                    |
| 15           | 2011年7月23日  | ☆    | 12R      | 判定3-0 | デレック・チゾラ             | イギリス       | BBBofC英国・コモンウェルスイギリス連邦ヘビー級タイトルマッチ                       |
| 16           | 2011年9月18日  | ☆    | 5R 2:19  | TKO     | ニコライ・フィルサ           | アメリカ合衆国 |                                                                                    |
| 17           | 2011年11月12日 | ☆    | 3R 2:44  | TKO     | ネベン・パイケッチ           | カナダ         | コモンウェルス防衛1                                                                |
| 18           | 2012年4月14日  | ☆    | 5R 終了  | TKO     | マーティン・ローガン         | アイルランド   | アイルランドヘビー級王座決定戦                                                     |
| 19           | 2012年7月7日   | ☆    | 5R 1:35  | TKO     | ビニー・マダロン             | アメリカ合衆国 | WBOインターコンチネンタルヘビー級王座決定戦                                        |
| 20           | 2012年12月1日  | ☆    | 12R      | 判定3-0 | ケビン・ジョンソン           | アメリカ合衆国 |                                                                                    |
| 21           | 2013年4月20日  | ☆    | 7R 2:55  | KO      | スティーブ・カニンガム       | アメリカ合衆国 |                                                                                    |
| 22           | 2014年2月15日  | ☆    | 4R 1:48  | TKO     | ジョーイ・アベル             | アメリカ合衆国 |                                                                                    |
| 23           | 2014年11月29日 | ☆    | 10R 終了 | TKO     | デレック・チゾラ             | イギリス       | EBU欧州・WBOインターナショナルヘビー級タイトルマッチ BBBofC英国ヘビー級王座決定戦  |
| 24           | 2015年2月28日  | ☆    | 8R 終了  | TKO     | クリスチャン・ハマー         | ドイツ         | WBOインターナショナル防衛1                                                         |
| 25           | 2015年11月28日 | ☆    | 12R      | 判定3-0 | ウラジミール・クリチコ       | ウクライナ     | WBA・IBF・WBO世界ヘビー級タイトルマッチ WBA・IBF・WBO・IBO・リングマガジン王座獲得 |
| 26           | 2018年6月9日   | ☆    | 4R 終了  | TKO     | セフェル・セフェリ           | アルバニア     |                                                                                    |
| 27           | 2018年8月18日  | ☆    | 10R      | 判定3-0 | フランチェスコ・ピアネタ     | イタリア       |                                                                                    |
| 28           | 2018年12月1日  | △    | 12R      | 判定1-1 | デオンテイ・ワイルダー       | アメリカ合衆国 | WBC世界ヘビー級タイトルマッチ                                                      |
| 29           | 2019年6月15日  | ☆    | 2R 2:54  | TKO     | トム・シュワルツ             | ドイツ         | WBOインターコンチネンタルヘビー級タイトルマッチ                                    |
| 30           | 2019年9月14日  | ☆    | 12R      | 判定3-0 | オットー・ヴァリン           | スウェーデン   |                                                                                    |
| 31           | 2020年2月22日  | ☆    | 7R 1:39  | TKO     | デオンテイ・ワイルダー       | アメリカ合衆国 | WBC世界ヘビー級タイトルマッチ WBC・リングマガジン王座獲得                          |
| 32           | 2021年10月9日  | ☆    | 11R 1:10 | KO      | デオンテイ・ワイルダー       | アメリカ合衆国 | WBC防衛1                                                                           |
| 33           | 2022年4月23日  | ☆    | 6R 2:59  | TKO     | ディリアン・ホワイト         | イギリス       | WBC世界ヘビー級王座統一戦 WBC防衛2                                                 |
| 34           | 2022年12月3日  | ☆    | 10R 2:51 | TKO     | デレック・チゾラ             | イギリス       | WBC防衛3                                                                           |
| 35           | 2023年10月28日 | ☆    | 10R      | 判定2-1 | フランシス・ガヌー           | カメルーン     | ヘビー級10回戦                                                                     |
| 36           | 2024年5月18日  | ★    | 12R      | 判定1-2 | オレクサンドル・ウシク       | ウクライナ     | WBA・WBC・IBF・WBO世界ヘビー級王座統一戦 WBC陥落                                   |
| 37           | 2024年12月21日 | ★    | 12R      | 判定0-3 | オレクサンドル・ウシク       | ウクライナ     | WBA・WBC・WBO世界ヘビー級タイトルマッチ                                            |
| テンプレート |                |      |          |         |                              |                |                                                                                    |

## ドーピング違反
2016年6月26日、イギリスのタブロイド紙のミラーが、フューリーと従兄弟のヒューイ・フューリーが2015年2月から3月の間に採取された尿サンプルから禁止薬物のナンドロロンの陽性反応が検出され、ドーピング違反が発覚したと報じる。フューリーのプロモーターであるヘネシー・スポーツは「サンデー・ミラー紙の報道に困惑している」と声明を発表し、疑惑を完全否定した。
2016年8月3日、イギリスアンチ・ドーピング機関（UKAD）は、フューリーのドーピング違反に関して全ての裁定が下されるまでコメント出来ないとしていたが、フューリーがUKADを裁判所に訴えたことで、この日UKADは、タイソン・フューリーとヒューイ・フューリーには禁止物質の陽性反応が検出されたドーピング違反の嫌疑が2016年6月24日からかかっており、聴聞会で2人の主張を聞きアンチ・ドーピング規律パネルによる正式な裁定が下されるまで出場停止の仮処分が科せられることになっていたが、選手は仮処分に不服申し立てが出来るというイギリスアンチ・ドーピング規則に則り、8月3日付けで2人の出場停止の仮処分を一時的に停止したと、初めての声明を発表した。
2016年9月12日、イギリスアンチ・ドーピング機関（UKAD）による聴聞会がクリチコとの再戦が終了した後の11月4日に開かれることが明らかにされたが、結局聴聞会は開かれなかった。
2016年9月24日、タブロイド紙のミラーが、ドーピング検査の尿サンプルを採取するためフューリーのもとを抜き打ちで訪れたイギリスアンチ・ドーピング機関（UKAD）の検査官を、フューリーが検査を拒否して「失せろ、この野郎」と追い返したと報じた。アンチ・ドーピング規則によると検査の拒否は4年間の出場停止処分が科せられる可能性があるとのこと。
2016年9月30日、アメリカのラスベガスに拠点を置くボランティア・アンチ・ドーピング機関（VADA）が9月22日にフューリーから抜き打ちで採取していた尿サンプルから禁止物質ベンゾイルエクゴニン（コカインの主要代謝物質）が検出され陽性反応を示していたことが判明した。この疑惑に関して、プロモーターであるヘネシー・スポーツはフューリー陣営は声明を出す予定はないと話し、VADAも、選手からの要請がなければ検査結果を部外者に公表することはないと述べた。同様に9月21日にフューリーから採取していた尿サンプルでもベンゾイルエクゴニンの陽性反応が検出されたことが判明した。なお、コカインは違法薬物ではあるものの、世界アンチ・ドーピング機関（WADA）の規則で、競技会外であれば摂取することを禁じられていない。
2016年10月1日、フューリーが、自身のツイッターアカウントのツイッターネームをタイソン・モンタナと変更して、映画「スカーフェイス」でアル・パチーノが演じたトニー・モンタナがコカインの山を前に座っている写真を、顔部をフューリー自身の顔写真にコラージュして、ツイッターに投稿した。
2016年10月4日、雑誌のインタビューで、「これ以上生きていたくない。誰かに殺されたい」と、躁うつ病で自殺願望があることを告白し、「毎日のように酒に浸り、コカインも摂取してきた」と、うつ症状を和らげるためにコカインを摂取してきたことを認め、コカイン摂取が運動能力向上のためではないとした上で、「なぜコカインを使用してはいけないのか。私の人生なのだから、自分がしたいようにする」と述べた。
2016年10月13日、英国ボクシング管理委員会がドーピング問題の調査結果が出るまでフューリーのボクシング資格を停止することを発表した。
2017年2月28日、英国ボクシング管理委員会が「我々はドーピングについてイギリスアンチ・ドーピング機関（UKAD）に全てを一任しているが、未だにこの問題が解決していないことに非常に失望している。できるだけ早く聴聞会が開かれることを要請している」と声明を発表、フューリと従兄弟のヒューイ・フューリーのドーピング問題を一向に進展させる様子のないUKADに懸念を示した。
2017年3月7日、フューリーが自身のツイッターで5月13日にリング復帰を果たすと発表するが、同日に英国ボクシング管理委員会は「フューリーはリング復帰を考える前に、対処しなければならない問題を多く抱えている。彼にはドーピング問題や健康問題がある。フューリー陣営は資格停止以降一度も我々に連絡を取ってこないが、リング復帰を考慮しているのであればまず我々に連絡を取る必要がある」と、イギリスアンチ・ドーピング機関（UKAD）により聴聞会が開かれ、フューリーのドーピング問題が解決するまでは、フューリーの資格停止処分は解除されないと声明を発表した。
2017年5月12日、アンチ・ドーピング規律パネルによる聴聞会が開かれるが、パネルメンバー間で利益相反する複雑なケースとして最終裁定が保留された。
2017年12月12日、アンチ・ドーピング規律パネルによる聴聞会が開かれ、フューリーは2015年2月の尿検査でアナボリックステロイドの一種である禁止薬物のナンドロロンの陽性反応が検出されたことに対して、2年間の出場停止とするイギリスアンチ・ドーピング機関（UKAD）の処分を受け入れた。処分は2015年12月13日にさかのぼって適用されるため、この日（12日）で出場停止期間が終了した。
2020年3月6日、フューリーからナンドロロンの陽性反応が検出され、イギリスアンチ・ドーピング機関（UKAD）との折衝を長期間にわたって続けていた際に、フューリー側が陽性になった原因として挙げていたのが、去勢されていないイノシシの肉を食べたことだった。しかし、当時肉をフューリーらに出したと言っていた農家の男性が、一転して事実ではないと明かし、フューリー側から2万5000ポンド（約330万円）をもらって話をでっち上げたとイギリスの新聞に告白したことで、フューリー側が薬物違反に関する釈明のため、農家の男性に金を渡してアリバイづくりをしていたという新疑惑が浮上した。この新疑惑に対してプロモーターのフランク・ウォーレンは「タイソンはこの男と会ったことなどないし、話は全くのでたらめだ」と反論した。

## 人物・エピソード
- 試合後のリング上や記者会見でよく歌を披露することで有名。
- 「俺はボクシングが嫌いだ。ただ、自分があきれるくらいボクシングが強くて、めちゃくちゃ稼げるから、やめられないだけだ」「俺は1秒たりともボクシングが好きだと思ったことはないし、ボクサーじゃなければよかったと思ってる」などボクシング嫌いを公言している[174]。
- ドーピングについて、「スポーツの薬物使用は全面的に合法、ということにすればいいのではないか。全員が薬物を使えば完璧なフェアになる」と、ボクシング界にはドーピングに関する「大きな問題」があり、平等にするためには禁止薬物をすべて合法化する必要があると主張し、自身のドーピングについては「俺は子どものころからずっとトレーニングを続けてきた。ヘビー級の世界王者を目指して戦ってきた。だけど俺の体はゼリーみたいにぶよぶよだ。それが自然な体なんだよ」としていたが[175]、後にフューリー自身がアナボリックステロイドの一種である禁止薬物ナンドロロンで摘発された。
- デオンテイ・ワイルダーとの再戦へ向けてのインタビューでは、テストステロンを高めるために1日に7回マスターベーションをしているや、顎を強化するためにクンニリングスをトレーニングに取り入れている、拳を強化するために1日5分間ガソリンに浸している、試合が終わったらコカインと売春婦を好きなだけやる、と語っている[176][177][178]。自身のうつ病についても、トレーニングが休みになる日曜日には毎週自殺願望に苦しめられていて、トレーニングをやめたら1年以内に死んでしまうだろうと語っている[179]。
- 2015年11月28日のウラジミール・クリチコの試合で、情報源から「君に禁止薬物を摂取させようとする人物がいるかもしれないので、更衣室の飲み物には手をつけないほうがいい」と聞かされていたため、「脱水状態のまま帰宅し、飲食物に手をつけた。薬物検査で違反が発覚するのをすごく恐れ、誰からも飲み物や食べ物は受け取りたくなかった」と、薬物違反の罠を警戒して更衣室の飲料水を口にしなかったため、試合後に脱水症状となったことを明らかにした。また、「彼らはグローブに仕掛けをしていて、俺に間違ったものを渡そうとしていた。それらは俺が同意したグローブと同じものではなかったんだ」「彼らはリング全体に6インチ（約15センチ）ほどの衝撃吸収マットを設置していた。それで激しく口論となり、もう少しで試合が中止になるところだった」「更衣室に入る前に、彼はバンデージをしていて、それを全部ほどく必要があった」と、クリチコ陣営が不正行為をしようとしていたと主張した[180]。
- 2015年11月25日に、「自分の考えでは、女性の最高の居場所は台所、そして寝るところ（寝室）だ」など女性の名誉を傷つけるような性差別発言をして批判を受けた[181]。さらに別のインタビューで「同性愛の合法化、中絶、小児性愛」を列挙すると、「最初の二つが合法化されるなんて、1950年代や60年代に考えた人がいただろうか」と同性愛及び中絶を小児性愛と同列に論じるような発言が物議をかもし、BBCスポーツ・パーソナリティ・オブ・ザ・イヤーの候補からフューリーを外すよう求める署名が13万人以上集まり、遂には警察当局がフューリーの発言は「憎悪犯罪（ヘイトクライム）」に当たると捜査に着手するなど大きな問題に発展した。フューリーは「同性愛を嫌悪してはいないし、性差別者でもない。偏屈者でもないし、人種差別主義でも無い。おれは放浪者だ」と同性愛者嫌悪や性差別主義を否定し、自身の見解は単純に聖書を反映したものだと語っている[182][183]。
- スパーリング・パートナーにキックボクサーを招聘する事が多く、K-1、GLORYで活躍するリコ・ベホーベン、ダニエル・ギタ、ベンジャミン・アデグバイらとスパーリングしている。ウラジミール・クリチコ戦の前のトレーニングキャンプでもスパーリング・パートナーの大半をキックボクサーが占めた事について、叔父でトレーナーのピーター・フューリーはタブロイド紙のミラーの取材に対し、「キックボクシングはラウンド数が短いため、爆発力があって力強く、強烈な蹴りに耐えられるタフさもある。それにボクサーと違ってキックボクサー達は愚痴もこぼさず真面目に練習とスパーをこなしてくれる」とコメントしている[184]。キックボクサーの中でもリコ・ベホーベンの実力を高く評価しており、「リコとのスパーリングでテンプルにパンチをくらって2度もカットしてしまった」[185]「リコはキック界においてもGLORYでトップファイターだが、プロボクシングに転向しても1～2年で簡単にトップになれる」[186]と絶賛している。
- 敬虔なクリスチャンとしても知られ、父親のカトリック教会と母親のプロテスタントのどちらの影響も受けている[187]。「自分の才能は神様から授かったものであり、自分はそれをベストなものにするべく頑張っている」と述べているほか、試合前には、対戦相手が最高の状態で試合に挑めるように神に祈っていると語っている。また、毎週日曜日の礼拝を欠かさない事も明かしている[188]。試合後のリングインタビューでも、まず神に感謝することが多く、例えば、2019年10月のデオンテイ・ワイルダー戦後には、「まず、救い主イエス・キリストに感謝したい。偉大なるイエスのみ名によって」と述べた[189]。
- 2008年に現在の妻パリスと結婚[190]。2人はフューリーが17歳、パリスが15歳の時に出会った。夫妻には7人の子供がいる[191]。

### 総合格闘技に関するエピソード

#### 総合格闘家とマクレガーへの挑発
- 2011年に総合格闘技UFCの当時のヘビー級王者だったブロック・レスナーを総合格闘技のグローブでも試合をやってやると挑発。2013年1月に当時のUFC世界ヘビー級王者だったケイン・ヴェラスケスをチビだから勝てる試合をやらせろと挑発[192]。2015年4月には総合格闘技団体のBellator MMAと出場交渉中であると公表し、Bellator MMAの代表スコット・コーカーも交渉中であることを認めていた[193]。ウラジミール・クリチコに勝利し、統一世界ヘビー級王者となったあとも「基本的に総合格闘技はボクシングが出来ない奴らがやるものだ」「スコット・コーカーとはBellator MMAで試合をするために何度も交渉を重ねてきた。俺はボクシングの世界でヘビー級王者だ。UFC世界ヘビー級王者と統一戦をやりたい。2年以上ケイン・ヴェラスケスを挑発してきたが、奴は負けた、俺が正しかったことが証明されたわけだ」「総合格闘技ルールの試合には100%興味が無い。間違いなく奴らは立って戦わず、俺を寝技に持ち込もうとするからな」と語っている[194]。コナー・マクレガーについても、マクレガーのファンであり、総合格闘技を良く見るようになったとしつつも、「コナー・マクレガーのことは良く知っている。あいつは俺がやった全ての事を真似している」「俺がアイルランドで最初のトラッシュ・トーカーだった。それから突然奴は俺の真似を始めたのさ」「俺があごヒゲを伸ばしたら、あいつもあごヒゲを伸ばし始めた。俺が誰かまわず罵ったら、あいつも誰かまわず罵り始めた」と、マクレガーはフューリーの真似をしているにすぎないと述べている[195]。

#### 総合格闘技転向とマクレガーのコーチ
- 2019年10月27日、WWEでのプロレスデビュー戦を控えていたフューリーがイギリスのスポーツ専門チャンネル『Sky Sports』のインタビューで「この後（プロレスデビュー戦後）に何か大きな事が起こる。タイソン・フューリーの総合格闘技デビューが今年中に見られるかもしれない。タイソン・フューリーが乗っ取ってやるぜ」「コナー・マクレガーと総合格闘技デビューについて話をしている。彼は俺をトレーニングしてくれる予定だ。いい経験になるだろう。彼は俺が準備ができたら、時間があるときにいつでもダブリンに来てトレーニングを始めようと言ってくれた。彼の申し出を受けるのが待ちきれない」と語った[196]。10月31日、フューリーが「本当に真剣だ。コナー・マクレガーとはもう話をして、ロックンロールの準備が出来たんだ。何か大きな事ができると考えてるんだ。ダナ・ホワイト、俺に連絡してくれよ」と語り、総合格闘技ルールで対戦したい相手にUFC世界ヘビー級王者スティーペ・ミオシッチとフランシス・ガヌーの名前を挙げた[197][198]。しかしUFC代表ダナ・ホワイトは「フューリーはこれまで一生懸命頑張ってきて、ボクシングの世界でトップ4の1人になった。彼は稼ぎもいいし、全てがうまくいっている。それなのになぜこちらへ来て総合格闘技をやるんだ？彼にとっていい結果に終わるとは思えないんだ」とフューリーの総合格闘技転向に否定的な見解を示した[199]。11月9日に、フューリーは、総合格闘技用のグローブを付けてイギリス出身のUFC選手ダレン・ティルとオクタゴンの中で総合格闘技のトレーニングする模様をSNSに投稿した[200]。11月13日、スティーペ・ミオシッチがフューリーとは総合格闘技よりもボクシングで対戦したいと発言したことに対して、フューリーは「かかってこい。スティーペが俺とボクシングで対戦したいのなら、ワイルダーを片付けた後にやってやる」とボクシングでの対戦を受け入れた[201]。その後もフューリーは、「俺が総合格闘技を始めるならトレーニングをしてくれるとコナーは申し出てくれた。コナー・マクレガーよりも優れたトレーナーがいるかい？コナーとトレーニングするのを楽しみにしている。今計画しているので、直ぐにダブリンへ行く予定だ。間違いなくトレーニングをしに行く。それは間違いない。先週ダレン・ティルとトレーニングをしたが、新しい挑戦を本当に楽しんでいるよ」「ボクシングのキャリアを終えたら、総合格闘技をやってみるつもりだが、どこで、いつ総合格闘技デビューをするのかはまだわからない」とアピールをしていたが[202]、2020年1月15日に、マクレガーがインタビューで「タイソンは俺と話をして、俺が彼をトレーニングすると申し出たとずっと言ってるけど、俺はタイソンとこれまで一度も話をしたことがないんだ。だから彼がなぜそう言ってるのかわからない。タイソンはいい男だし、タイソンのことは好きだけどね」「ミットを持ったりはするつもりないけど、彼が俺のトレーニングを希望するなら、彼がどれぐらい出来るのか見る必要があるね。彼がヘビー級選手とスパーリングするのを見たり、ローキックやボトムポジションに対処できるのかを見たりね。それを見た上で彼に何をするべきなのかアドバイスを送るよ。多分それが俺がタイソンのためにできることだと思う」「彼が俺たちが話をしてるって言ってたのは面白いと思ったけど、彼は気のふれた男だからな、タイソン！。俺はタイソンと人生で一度たりとも会話したことないよ」とタイソンの発言を全否定した[203]。フューリーはその後、ワイルダーとの再戦に勝利したら、UFC代表ダナ・ホワイトと話し合いの場を持つ予定で、床を転がりたくないので総合格闘技ではなく、総合格闘技のグローブを付けた上でケージの中で行うボクシングルールの試合でUFCヘビー級王者スティーペ・ミオシッチと対戦したいと話した[204]。ワイルダーとの再戦後に、フューリーは、ある選手との対戦についてダナ・ホワイトと数多くの話し合いをしたが、まだボクシングに対戦すべき相手が沢山いるので、現時点ではUFCの選手と戦う必要はないとコメントした[205]。

#### フランシス・ガヌー戦
- 2019年10月31日、フューリーが総合格闘技で対戦したい相手の1人に、UFCヘビー級王者になる前のフランシス・ガヌーの名前を挙げる。2022年1月6日、フューリーが自身のツイッターに「フューリー対ガヌー」という試合ポスター風の画像と共に、「俺とこの野獣（ガヌー）がUFCのグローブを着けたボクシングルールで戦うのを見たくないか？」と投稿してUFC世界ヘビー級王者になったフランシス・ガヌーへ対戦をアピールした[206]。これにガヌーは自身のツイッターで「ボクシンググローブを着けた総合格闘技ルールでやるのはどうだい？そっちのほうがいいね」と返信した[207][208]。2022年1月22日、ガヌーがUFCの試合で暫定王者シリル・ガーヌに勝利して王座統一に成功すると、勝利者インタビューで「ボクシングをやる選択肢はいつも後ろのポケットにしまってあるんだ。引退までにしなければいけないことなんだ」と引退までにボクシングの試合をやりたいと述べた[209]。すると、フューリーが自身のツイッターで「おめでとう、フランシス・ガヌー。でも、もし大金を稼ぎたいのならThe GK（ジプシー・キング）に会いに来いよ」と投稿した[210]。これにガヌーは自身のツイッターで「ガヌー対フューリー 2022年」と試合ポスター風の画像を投稿して返信した[211]。2022年2月21日、フューリーがインタビューでガヌーとの試合について「来年の3月か2月に、ラスベガスでガヌーと戦うつもりだ」「とても大きなビッグファイトになるだろう。アメリカの全てのペイ・パー・ビューの記録を破ると信じている。2人のヘビー級のチャンピオンが真向からぶつかるんだから」と語った[212][213]。2022年3月2日、フューリーは4月23日に対戦するディリアン・ホワイトとの試合で現役引退すると表明する一方で、ガヌーとの試合はボクシングとはカウントしない特別な戦いだとして、ガヌーと4オンスの総合格闘技グローブをつけ金網の中で行うボクシングルールの試合で、ラスベガスのアレジアント・スタジアムで対戦したいと語った[214]。2022年4月23日、ロンドンのウェンブリー・スタジアムでディリアン・ホワイトと対戦し勝利すると、リングサイドに試合を観戦に来ていたガヌーをリング上に上げて、フューリーは「我々のスポーツの歴史の中で、これまでに見たことのないような非常に特別な戦いになるだろう。実現すれば爆発的な戦いになる」と、ガヌーは「異なるタイプのルールのハイブリッドな戦いになるだろう。総合格闘技グローブをつけてリングで戦うような、混ぜ合わせるんだ。少し違うものを作ってくれ」と対戦をアピールし、さらに会見で、フューリーは「エキシビションは除外しない。フロイド・メイウェザーマネーをいくらか稼ぎたいんだ。フランシス・ガヌーは私のリストに載っている。みんなもその試合を見たいと思ってるはずだ」と、アフリカ出身のガヌーは「アフリカでフューリー対ガヌー。それは最高になるだろう。ランブル・イン・ザ・ジャングル2だ」と語った[215][216][217]。

### アイルランドの大物ギャングとの疑惑の関係
- 2020年6月10日、アンソニー・ジョシュアのプロモーター、エディー・ハーンが、日時や開催地、試合を放送するテレビ局など決定していないことがまだあり正式契約はまだだが、タイソン・フューリーとアンソニー・ジョシュアが2021年に2試合契約で対戦することで基本合意したと発表した[218][219]。フューリーは自身のツイッターで、「フューリーvsジョシュアの契約は公式だ」と発表。さらに添付した動画で「やぁ、みんな。俺はいまダニエル・キナハンとの電話を切ったところだ。彼は俺にイギリスのボクシング史上最大の試合が組まれたことを教えてくれたよ。アンソニー・ジョシュアとタイソン・フューリーの2試合だ。ダニエルがこの試合の面倒をまとめてくれたことにとても感謝しているよ」と語った[220][221]。しかし、ダニエル・キナハンは国際的な麻薬密売や銃器犯罪に関与するアイルランドのギャング、キナハンカルテルのボスと指摘される人物であるため、アイルランド議会でこの問題が提起されると議員が懸念を表明して政府による介入を要求。アイルランド首相レオ・バラッカーは、キナハンに感謝をするフューリーの動画を見て「驚いた」とし、外務省を通してキナハンが在住するアラブ首長国連邦に照会をしたと述べると共に、メディアや放送局に対して、この試合に関する報道をボイコットするよう呼びかけを行った[222][223]。ダニエル・キナハンは元々ボクシングに深い関わりを持ち、2012年にマシュー・マックリンと共同でボクサーのマネジメント会社MGM（後のMTKグローバル）を設立。2016年2月5日にはMTKグローバルが主催するボクシング興行の前日に、公開計量が行われている最中だったダブリンのホテルにAK-47で武装した対立するギャング組織が襲撃し、キナハンカルテルの主要メンバーの1人を射殺する銃撃事件が起きているが、ダニエル・キナハンも銃撃の標的だったと伝えられた[224]。この事件がきっかけとなり、2017年2月にMTKグローバルはキナハンとの関係を断ち切ったと発表したが、その後もキナハンはフューリーやビリー・ジョー・ソーンダースなど有力ボクサーのアドバイザーやマッチメイカーとして影響力を持ち続け[225][226][227]、2020年5月にMTKグローバルがキナハンが特別顧問を務めるプロモーション会社との提携を発表し、キナハンは表舞台に復帰していた[228]。2020年6月12日、フューリーの試合をイギリスで放送してきたテレビ局BT Sportが、キナハンやMTKグローバルとの交渉には関与しておらず全てのスポーツの放送契約は適切か検討されてから行動指針が決定されると声明を発表[229]、続いてアンソニー・ジョシュアの試合を放送するSky Sportsも同様の声明を発表した[230]。6月24日にはキナハンを支持する発言をしていたボブ・アラムとフューリーが、今後はキナハンを通して試合の交渉をしないとする旨のコメントをした[231][232]。7月1日、MTKグローバルの新CEOがキナハンがボクシングから身を引いたことを発表した[233]。しかし、2021年2月にBBC制作のドキュメンタリー報道番組「パノラマ」が「ボクシングとギャング」と題した特集を組んでこの問題を取り上げ、キナハンは未だにボクサーのアドバイザーとしてボクシング界で活動していると報道した[234][235]。
- 2022年4月12日、アメリカ合衆国国務省が、キナハンを犯罪組織の幹部と認定して制裁を科し、キナハンの逮捕および有罪判決につながる情報の提供者に懸賞金500万米ドル（約6億9千万円）を支払う事を発表した[236][237]。
- 2022年6月、フューリーがキナハンとの関係を理由にイギリスの空港でアメリカへの入国を禁止され、翌週にも再び渡米しようとするが再び空港でアメリカ入国を禁止された[238][239]。
- WWEからアメリカで2023年に複数試合を行うオファーがあり、弁護団がフューリーがアメリカに入国できるよう法的に動くも、解決できなかったためにアメリカで試合を行うオファーが見送られたと報じられた[240]。

## 獲得タイトル
- BBBofCイングランドヘビー級王座
- BBBofC英国ヘビー級王座
- コモンウェルスイギリス連邦ヘビー級王座
- アイルランドヘビー級王座
- WBOインターコンチネンタルヘビー級王座
- EBU欧州ヘビー級王座
- WBOインターナショナルヘビー級王座
- IBF世界ヘビー級王座（防衛0）
- WBO世界ヘビー級王座（防衛0）
- WBA世界ヘビー級スーパー王座（防衛0）
- リングマガジン世界ヘビー級王座
- IBO世界ヘビー級王座（防衛0）
- WBC世界ヘビー級王座(防衛3)

## ペイ・パー・ビュー売上げ
| 開催年月日     | イベント                                          | 販売件数              | テレビ局   | 備考               |
| -------------- | ------------------------------------------------- | --------------------- | ---------- | ------------------ |
| 2023年10月28日 | タイソン・フューリー vs. フランシス・ガヌー       | 40万件 (イギリス)     | TNT Sports | 22英ポンド         |
| 2023年10月28日 | タイソン・フューリー vs. フランシス・ガヌー       | 6万7千件 (アメリカ)   | ESPN+      | 80ドル             |
| 2023年10月28日 | タイソン・フューリー vs. フランシス・ガヌー       | 20万件 (その他の世界) | DAZN       | 約1500円から2000円 |
| 2022年12月3日  | タイソン・フューリー vs. デレック・チゾラ 3       | 30万件 - 50万件       | BT Sport   | 27英ポンド         |
| 2021年10月9日  | タイソン・フューリー vs. デオンテイ・ワイルダー 3 | 60万件                | FOX・ESPN  | 80ドル             |
| 2020年2月22日  | デオンテイ・ワイルダー vs. タイソン・フューリー 2 | 80万件                | FOX・ESPN  | 80ドル             |
| 2018年12月1日  | デオンテイ・ワイルダー vs. タイソン・フューリー 1 | 32万5千件             | SHOWTIME   | 75ドル/HD          |